# Planeta singli. Osiem historii
Planeta singli. Osiem historii – polski cykl obyczajowy w formie antologii stworzony przez Canal+ oraz Gigant Films, emitowany od 19 listopada 2021 do 11 lutego 2022 roku na antenie Canal+ Premium i w serwisie VOD Canal+ online.

## Fabuła
Cykl ukazuje osiem historii miłosnych, zaś bohater każdej z nich odróżnia się wiekiem, miejscem zamieszkania, statusem społecznym, czy podejściem do miłości.

## Spis odcinków i obsada
| Nr | Tytuł             | Data premiery (Canal+ Premium) | Obsada główna                                                 | Reżyser              |
| --- | ----------------- | ------------------------------ | ------------------------------------------------------------- | -------------------- |
| 1. | Zjazd absolwentów | 19 listopada 2021              | Izabela Kuna, Bartłomiej Topa, Anna Krotoska, Piotr Witkowski | Aleksandra Terpińska |
| Klara (Izabela Kuna) niespodziewanie rozstaje się z mężem Rafałem (Bartłomiej Topa). W celu wzbudzenia w nim zazdrości, decyduje się przyjść na zjazd absolwentów z dużo młodszym mężczyzną Jackiem (Piotr Witkowski).                                         |                   |                                |                                                               |                      |
| 2. | Grzesznica        | 26 listopada 2021              | Hanna Konarowska-Nowińska, Filip Pławiak                      | Julia Kolberger      |
| Kasia (Hanna Konarowska-Nowińska) spędza noc z zapoznanym w aplikacji Planeta singli Rafałem (Filip Pławiak). W trakcie tradycyjnego, górskiego wesela przeżywa szok, spotykając na nim łudząco podobnego mężczyznę, który okazuje się być księdzem.           |                   |                                |                                                               |                      |
| 3. | Test              | 3 grudnia 2021                 | Marianna Linde, Mateusz Damięcki                              | Aleksander Pietrzak  |
| Ela (Marianna Linde) decyduje się stworzyć algorytm, na podstawie którego w trakcie randek chce sprawdzać cechy nowopoznanych mężczyzn. Trafia na Adama (Mateusz Damięcki), który ujmuje ją swoim charakterem.                                                 |                   |                                |                                                               |                      |
| 4. | Usłysz mnie       | 10 grudnia 2021                | Zofia Wichłacz, Zdeněk Piškula                                | Maciej Kawalski      |
| Paulina (Zofia Wichłacz) cierpiąca na mizofonię, przebywając w Pradze poznaje muzyka Tomáša (Zdeněk Piškula), zaś dolegliwość z którą zmaga się kobieta przewartościowuje ich dotychczasowe życie i wyznawane ideały.                                          |                   |                                |                                                               |                      |
| 5. | Dystans           | 17 grudnia 2021                | Vitalik Havryla, Jan Wieteska                                 | Kuba Czekaj          |
| Bartek (Vitalik Havryla) wyrusza w podróż w celu spotkania swojej miłości zapoznanej w aplikacji Planeta singli. Podróż pełna jest jednak niespodziewanych wydarzeń i nie przebiega z początkowo zakładanym planem.                                            |                   |                                |                                                               |                      |
| 6. | Detektor          | 24 grudnia 2021                | Masza Wągrocka, Antoni Królikowski, Konrad Eleryk             | Michał Chaciński     |
| Pierwsza randka Ewy (Masza Wągrocka) i Jacka (Antoni Królikowski) wymyka się spod kontroli i kończy się konfliktem z prawem, w trakcie którego kobieta zapoznaje policjanta Macieja (Konrad Eleryk) i na nowo przewartościowuje dotychczasowe relacje miłosne. |                   |                                |                                                               |                      |
| 7. | Władek I Halinka  | 31 grudnia 2021                | Maria Maj, Witold Dębicki                                     | Mateusz Głowacki     |
| Seniorzy Władek (Witold Dębicki) i Halinka (Maria Maj) zapoznają się w aplikacji Planeta singli i udają się we wspólną sentymentalną podróż, która budzi w nich zapomniane dotychczas uczucia i emocje.                                                        |                   |                                |                                                               |                      |
| 8. | Noc w Amsterdamie | 11 lutego 2022                 | Jan Sobolewski, Sallie Harmsen                                | Michał Marczak       |
| Przebywający w delegacji w Amsterdamie Piotr (Jan Sobolewski) świętuje swoje urodziny z przyjaciółmi w jednym z barów. Znajomi zakładają w jego imieniu konto w aplikacji Planeta singli i zapoznają go z Sylvii (Sallie Harmsen).                             |                   |                                |                                                               |                      |

## Dystrybucja
Premiera serialu odbyła się 19 listopada 2021 roku na kanale Canal+ Premium oraz w serwisie VOD Canal+ online, nowe odcinki serialu były emitowane i udostępniane co piątek o godzinie 21:00.
W listopadzie 2023 roku serial został dodany do oferty platformy VOD Netflix.
Serial był emitowany w wiosennej ramówce 2024 stacji telewizyjnej Polsat od 3 marca do 21 kwietnia 2024 roku, a odcinki pokazywano w niedzielę o 22:15.